# Ron Jones (réalisateur)
Pour l’article ayant un titre homophone, voir Ron Jones.
Ron Jones est un réalisateur anglais né le 6 août 1945 à Bristol et mort le 9 juillet 1993  . Il est connu pour son travail de réalisateur à télévision britannique et allemande dans les années 1980. 

## Carrière
Né à Bristol, Ron Jones rejoint la BBC à Londres d'abord en tant que responsable de studio radio puis en tant qu'assistant de plateau à la télévision. Après une période de réalisateur adjoint sur l'émission pour enfant Blue Peter il travaille en tant que responsable de plateau sur les séries Bergerac (série télévisée) et Secret Army.
Au début des années 1980 il est nommé réalisateur pour la BBC et travaille pour la série Doctor Who contribuant à 6 épisodes : « Black Orchid », « Time-Flight », « Arc of Infinity », « Frontios », « Vengeance on Varos » et « Mindwarp. »
Durant cette période, il travaille aussi sur deux épisodes de la série Juliet Bravo avant de partir en Allemagne tourner en 1987 des épisodes du soap-opéra Lindenstraße. Son dernier travail pour la télévision sera un téléfilm allemand nommé Burg Wutzenstein en 1988.

## Vie privée
Il meurt le 9 juillet 1993.

## Filmographie sélective
- 1982 : Doctor Who : « Black Orchid »
- 1982 : Doctor Who : « Time-Flight »
- 1983 : Doctor Who : « Arc of Infinity »
- 1984 : Doctor Who : « Frontios »
- 1985 : Juliet Bravo (2 épisodes)
- 1985 : Doctor Who : « Vengeance on Varos »
- 1986 : Doctor Who : « Mindwarp »
- 1987 à 1988 : Lindenstraße (35 épisodes)
- 1988 : Burg Wutzenstein